# Synagoga w Książu Wielkim
Synagoga w Książu Wielkim – synagoga znajdująca się w Książu Wielkim. 
Synagoga została zbudowana w 1846 roku. Podczas I wojny światowej, w 1915 roku budynek został uszkodzony, jednak zaraz po nich został wyremontowany. W 1935 roku synagoga spłonęła, po czym została gruntownie odnowiona. Podczas II wojny światowej hitlerowcy doszczętnie zdewastowali wnętrze synagogi. Po zakończeniu wojny w budynku synagogi mieścił się magazyn Gminnej Spółdzielni „Samopomoc Chłopska”. Obecnie stoi opuszczona w stanie ruiny.
Murowany budynek synagogi wzniesiono na planie prostokąta. Wewnątrz we wschodniej części mieści się główna sala modlitewna, do której wchodzi się przez przedsionek, nad którym na piętrze znajduje się babiniec. Salę główną oświetla 10 łukowato zakończonych okien – po 4 na ścianach południowej i północnej oraz 2 na ścianie wschodniej. Pomiędzy tymi dwoma ostatnimi zachowała się wnęka po Aron ha-kodesz. Całość jest nakryta dachem dwuspadowym.
W drugiej połowie roku 2016 zawalił się dach bożnicy odkrywając wnętrze budynku.
Idąc ulicą Stromą w dół dotrze się do Cmentarza żydowskiego, położonego przy ulicy Szewskiej.